# بيل روبنسون (لاعب كرة قاعدة)
بيل روبنسون (بالإنجليزية: Bill Robinson)‏ هو لاعب كرة قاعدة أمريكي، ولد في 26 يونيو 1943 في ماكيسبورت في الولايات المتحدة، وتوفي في 29 يوليو 2007 في لاس فيغاس في الولايات المتحدة.

## وصلات خارجية
- ويليام روبنسون على موقع دوري كرة القاعدة الرئيسي (الإنجليزية)
- ويليام روبنسون على موقعبيزبول رفرنس.كوم (الدوري الرئيسي) (الإنجليزية)
- ويليام روبنسون على موقعبيزبول رفرنس.كوم (الدوري الثانوي) (الإنجليزية)
- ويليام روبنسون على موقع إي إس بي إن.كوم (أم.أل.بي) (الإنجليزية)
- ويليام روبنسون على موقع مشجعي الرسوم البيانية (الإنجليزية)